# Шишкин, Дмитрий Владимирович
Дмитрий Владимирович Шишкин (род. 22 апреля 1970) — российский самбист, многократный чемпион России, 2-кратный чемпион мира среди молодёжи, чемпион и призёр чемпионатов мира, Заслуженный мастер спорта России.

## Биография
Выступал в полулёгкой весовой категории (до 57 кг). Тренировался под руководством Николая Петрова и Владимира Бородаенко. Депутат Тульской городской Думы. Чемпион мира по самбо среди ветеранов 2013 года.

## Спортивные результаты
- Чемпионат России по самбо 1998 года — ;
- Чемпионат России по самбо 1999 года — ;
- Чемпионат России по самбо 2000 года — ;
- Чемпионат России по самбо 2004 года — .